# Getsu Fūma Den: Undying Moon
Getsu Fūma Den: Undying Moon es un videojuego de plataformas, roguevania y hack and slash codesarrollado por Konami y GuruGuru y publicado por Konami. El videojuego se lanzó en Nintendo Switch el 9 de febrero de 2022, mientras que la versión de Windows se lanzó el 17 de febrero de 2022. Es la secuela del videojuego de 1987 Getsu Fūma Den, que Konami desarrolló y publicó originalmente para Famicom exclusivamente en Japón.

## Argumento
Ryukotsuki ha liberado el sello de la puerta del infierno después de 1000 años de paz. Esto provoca que los monstruos invadan el mundo de la superficie, y Fūma, el vigésimo séptimo líder del clan Getsu, debe encontrar a su hermano perdido y reparar el sello roto viajando al infierno para detener la fuente del cataclismo.

## Jugabilidad
Getsu Fūma Den: Undying Moon es un videojuego de plataformas, hack and slash y roguevania 2.5D. El jugador controla a Fūma y debe guiarlo a través de un conjunto de ocho niveles generados por procedimientos con un estilo artístico ukiyo-e de estilo japonés. Mientras explora los niveles, el jugador tiene la capacidad de adquirir varios movimientos inspirados en las artes marciales japonesas y puede adquirir mejoras y armas personalizables. El combate del juego se centra en el dominio del espacio, el tiempo y el aprendizaje de los patrones de ataque del enemigo. Si el jugador muere, debe comenzar desde el principio. El jugador debe derrotar al jefe al final de cada etapa para pasar a la siguiente.

## Desarrollo
El 14 de abril de 2021, Konami reveló el videojuego al publicar un avance en su canal oficial de YouTube. Anunciaron que el videojuego estaría disponible en Steam Early Access el 13 de mayo de 2021. Aquellos que compraron la versión Early Access del juego recibirían ciertas ventajas, como una mini banda sonora digital y un libro de arte digital. También se anunció que recibirían un port del Getsu Fūma Den original. El videojuego se lanzó el 9 de febrero de 2022 para Nintendo Switch, mientras que la versión de Windows salió de Early Access y estrenó su versión 1.0 el 16 de febrero del mismo año.
El equipo tomó la influencia de los miembros más jóvenes del personal para crear un roguelike con niveles generados por procedimientos con la intención de mantener entretenido al jugador. Esto se hizo con la intención de fomentar el crecimiento del jugador, y las mejoras en el juego se hicieron secundarias para lograr este objetivo de diseño. El videojuego presenta modelos de personajes en 3D que están destinados a aparecer y moverse al estilo de 2D. Los fondos del juego están pintados al estilo nihonga y se inspiran en el período Heian, mientras que los modelos del videojuego se inspiran en el estilo ukiyo-e. Los diseños de los enemigos están destinados a evocar una sensación espeluznante a través de movimientos impredecibles y articulaciones que se unen de manera incorrecta.

## Recepción
Getsu Fūma Den: Undying Moon recibió reseñas «mixtas o promedio» según el agregador de reseñas Metacritic.
Destructoid le dio al videojuego un 6.5 de 10, comparando la sensación del videojuego con Dead Cells mientras criticaba la estructura roguelike mal diseñada. Nintendo Life le dio al videojuego 5 estrellas de 10, elogiando el estilo artístico, la banda sonora y el potencial, pero criticó la falta de creatividad, pulido, actualizaciones y rendimiento técnico en comparación con sus contemporáneos.